# هان مي سول
هان مي سول (الكورية: 한미슬) مواليد 13 أغسطس 1993، هي لاعبة كرة يد كورية جنوبية تلعب كظهير أيسر. مثلت منتخب كوريا الجنوبية لكرة اليد للسيدات.

## سجل المنافسة
شاركت في البطولات التالية:
- بطولة العالم لكرة اليد للسيدات 2015